# Rodrigo Amaral
Rodrigo Amaral, vollständiger Name Rodrigo Amaral Pereira, (* 25. März 1997 in Montevideo) ist ein uruguayischer Fußballspieler.

## Karriere

### Verein
Der je nach Quellenlage 1,78 Meter oder 1,76 Meter große Mittelfeld- bzw. Offensivakteur Amaral steht mindestens seit 2014 in Reihen Nacional Montevideos. In der Saison 2014/15 gehörte er dem Kader des Erstligisten an, der in jener Spielzeit Uruguayischer Meister wurde. Allerdings kam er in keinem Pflichtspiel der Ersten Mannschaft zum Einsatz. Sein Debüt in der Primera División feierte er in der Apertura 2015 am 15. August 2015 beim 4:1-Heimsieg im Spiel gegen Villa Teresa, als er von Trainer Gustavo Munúa in der 65. Spielminute für Ignacio González eingewechselt wurde. In der Saison 2015/16 bestritt er 17 Erstligabegegnungen und schoss ein Tor. Zudem kam er zweimal (kein Tor) in der Copa Sudamericana 2015 und einmal (kein Tor) in der Copa Libertadores 2016 zum Einsatz. Während der Spielzeit 2016, in der er mit den „Bolsos“ den Landesmeistertitel gewann, steht ein Erstligaeinsatz (kein Tor) für ihn zu Buche.

### Nationalmannschaft
Nachdem Amaral bereits im Mai 2014 am Lehrgang der uruguayischen U-20-Nationalmannschaft teilgenommen hatte, debütierte er unter Trainer Fabián Coito am 10. Juni 2014 beim 1:1-Unentschieden im Freundschaftsländerspiel gegen Paraguay in der U-20-Auswahl Uruguays. Er gehörte sodann dem uruguayischen Aufgebot bei der U-20-Südamerikameisterschaft 2015 in Uruguay an. Uruguay belegte den dritten Platz. Er trug dazu mit einem Tor bei acht Turniereinsätzen bei. Auch nahm er mit dem Team an der U-20-Weltmeisterschaft 2015 in Neuseeland teil. Bis Ende Mai 2015 (Stand: 28. Mai 2015) lief er für Uruguay in insgesamt 25 Länderspielen der U-20 auf und erzielte fünf Treffer. Im Laufe des WM-Turniers wurde er viermal (kein Tor) eingesetzt.
In einer vom Trainerstab um Fabián Coito getroffenen Vorauswahl bezüglich der eventuell für den uruguayischen U-22-Kader bei den Panamerikanischen Spielen 2015 in Toronto zu nominierenden Spieler fand er ebenso Berücksichtigung, wie in dem am 19. Mai 2015 bekanntgegebenen vorläufigen Kader. Für die Spiele wurde er letztlich jedoch nicht nominiert.

### Erfolge
- Uruguayischer Meister: 2016